# Queen's Island Football Club
El Queen's Island Football Club fue un club de fútbol de Irlanda del Norte, con sede en Belfast.

## Historia
Fue fundado en el año 1920 en la capital Belfast y ese año juega su primer partido, el cual fue ante el Ulster Rangers y esa temporada se une a la división intermedia de Irlanda del Norte, ganado esa temporada la copa de la categoría.
En la temporada de 1921/22 juega por primera vez en la IFA Premiership teniendo como sede The Oval, el cual compartía con el Glentoran FC. El club en la temporada de 1923/24 logra ganar el título de liga y dos títulos de copa, y se mantuvo en la máxima categoría hasta la temporada de 1928/29 en la que terminó en último lugar con el récord de haber recibido 130 goles en 26 partidos; por lo que fue reemplazado por el Derry City FC.
El club desaparece a nivel mayor en 1929, pero la institución todavía existe como escuela de fútbol en la que participa en las divisiones menores de Irlanda del Norte.

## Palmarés

### Torneos nacionales
- Liga de Irlanda del Norte (1): 1923-24
- Copa de Irlanda del Norte (1): 1923-24
- City Cup (4): 1922-23, 1923-24, 1924-25

### Torneos regionales
- County Antrim Shield (1): 1923-24

- Datos: Q2110442